# Fendlera rupicola
Fendlera rupicola là một loài thực vật có hoa trong họ Tú cầu. Loài này được A.Gray mô tả khoa học đầu tiên năm 1852.